# سایمون هوربن
سایمون هوربن (به انگلیسی: Simon Horobin) (زاده ۲۲ سپتامبر ۱۹۷۲) لغت‌شناس بریتانیایی و نویسنده است. وی دانش‌آموخته دانشگاه گلاسکو است. سایمون هوربن استاد دانشکده زبان و ادبیات انگلیسی در دانشگاه آکسفورد است.

## کتابشناسی
شماری از کتابهای ایشان:
- The English Language: A Very Short Introduction انتشارات آکسفورد، ۲۰۱۸
- How English Became English: A Short History of a Global Language انتشارات آکسفورد، ۲۰۱۶
- ?Does Spelling Matter انتشارات آکسفورد، ۲۰۱۳
- Studying the History of Early English پالگریو مکمیلان، ۲۰۰۹
- Chaucer’s Language پالگریو مکمیلان، ۲۰۰۶، ویراست دوم ۲۰۱۲